# Каракан (Кемеровская область)
Карака́н — село в Беловском районе Кемеровской области. Входит в состав Евтинского сельского поселения.

## География
Центральная часть населённого пункта расположена на высоте 201 метра над уровнем моря.

## Население
По данным Всероссийской переписи населения 2010 года, в селе Каракан проживает 908 человек (450 мужчин, 458 женщин).

## Улицы
| - ул. Еловочная - ул. Инская - ул. Колхозная - ул. Лесная - ул. Луговая - ул. Молодёжная | - ул. Новая - пер. Садовый - ул. Степная - ул. Торговая - ул. Центральная - мкрн. Черемшанка |